# Precious Cargo (Star Trek: Enterprise-aflevering)
Precious Cargo is de elfde aflevering van het tweede seizoen van de Amerikaanse sciencefictiontelevisieserie Star Trek: Enterprise. Het is de 36e aflevering van de serie, voor het eerst uitgezonden in 2002.

## Verhaal
Nadat de USS Enterprise een noodsignaal van een ander schip beantwoordt, worden de twee ruimteschepen aan elkaar gekoppeld en gaat Trip Tucker aan boord van het schip om reparaties uit te voeren aan een capsule waar een persoon in stase wordt gehouden. Daar blijkt dat het schip een hoge functionaris, namelijk de monarch van de planeet Krios vervoert. Na een nieuw defect aan de capsule wordt zij wakker. Omdat blijkt dat zij tegen haar wil in stase werd gehouden, probeert ze van het schip te vluchten, samen met Tucker. Echter worden ze tegengehouden door de bemanning van het schip, waarna de bemanning snel probeert weg te vluchten van de Enterprise (dit lukt slechts deels, één lid red het niet en wordt op de Enterprise gehouden). Daarna vlucht het schip met Tucker en Kaitaama (de monarch) aan boord. 
Als ze een tijd onderweg zijn, krijgen de twee het voor elkaar te vluchten in een reddingscapsule. Later landen ze op een planeet in een moerasachtige omgeving. Omdat het achtergebleven bemanningslid op de Enterprise onder grote druk informatie geeft over hoe haar bemanning zijn schip kan traceren, kunnen ze de voortvluchtigen arresteren en Trip en Kaitaama uit hun situatie redden.

## Acteurs

### Hoofdrollen
- Scott Bakula als kapitein Jonathan Archer
- John Billingsley als dokter Phlox
- Jolene Blalock als overste T'Pol
- Dominic Keating als luitenant Malcolm Reed
- Anthony Montgomery als vaandrig Travis Mayweather
- Linda Park als vaandrig Hoshi Sato
- Connor Trinneer als overste Charles "Trip" Tucker III

### Gastrollen
- Padma Lakshmi als Kaitaama
- Scott Klace als Firek Goff
- Leland Crooke als Firek Plinn

### Bijrollen

#### Bijrollen met vermelding in de aftiteling
Er zijn in deze aflevering geen bijrollen met een vermelding in de aftiteling.

#### Bijrollen zonder vermelding in de aftiteling
- Mast Alexander als cipier
- Bryan Heiberg als bemanningslid van de Enterprise

### Stuntmannen
- Shawn Crowder als stuntinvaller voor Connor Trinneer
- Vince Deadrick junior als stuntinvaller voor Scott Klace